# Hylettus aureopilosus
Hylettus aureopilosus är en skalbaggsart som beskrevs av Monné 1988. Hylettus aureopilosus ingår i släktet Hylettus och familjen långhorningar. Inga underarter finns listade i Catalogue of Life.